# 10439 van Schooten
10439 van Schooten è un asteroide della fascia principale. Scoperto nel 1960, presenta un'orbita caratterizzata da un semiasse maggiore pari a 2,9924821 UA e da un'eccentricità di 0,1143621, inclinata di 1,12780° rispetto all'eclittica.